# Beyond the Veil
Beyond the Veil es el segundo álbum de estudio de la banda noruega de metal gótico Tristania. Es el último material donde participó el vocalista, guitarrista y compositor, Morten Veland.
Se considera como el mejor disco de la agrupación con grandes influencias sinfónicas, con un toque de black metal en conjunto con un fuerte doom metal; características que definieron al metal gótico desde sus inicios.
La potente voz de Vibeke Stene se destaca bastante en el álbum, con sus agudos tonos y con sus notas altas. Su voz se registra como soprano lírica.
"Angina" fue publicado como el único sencillo del álbum el 18 de mayo de 1999, junto con otros dos temas adiconales: "Opus Relinque (radio edit)", una elaborada mezcla de death.industrial y una breve canción hasta entonces inédita, "Saturnine".
"Heretique", es otro tema destacado y apareció acompañado con un vídeo no oficial, a pesar de que la banda no lo lanzó como un sencillo.

## Concepto musical
Las secciones instrumentales son similares a los del álbum anterior, ya que incluso en este caso se dedicó un espacio considerable a los elementos de la música clásica, especialmente enfatizado en el coro en latín y en la creatividad personal de Pete Johansen con el violín.
Sin embargo,  la diferencia entre las dos trabajos es notable, dado que Beyond the Veil deja el sonido sombrío de Widow's Weeds para acercarse más a los del death metal.  Con una base más pesada ofrece algunas canciones más épicas que las que se encontrarían tradicionalmente en el doom metal.
En sentido, se superpone el sonido de los instrumentos acústicos y teclados que rompen la monotonía, aspecto que hace que sus densas canciones sean más "digeribles". En comparación con el álbum anterior, las partes de soprano Vibeke Stene son algo más reducidas.
Los principales compositores son Veland, quien también es el autor de todos los textos y el tecladista Einar Moen, los temas abordados por las letras de canciones son básicamente el mismo que el anterior álbum.

## Lista de canciones
| N.º | Título                            | Letras                    | Música             | Duración |  |
| 1.  | «Beyond the Veil»                 | Einar Moen, Morten Veland | Moen, Veland       | 6:37     |  |
| 2.  | «Aphelion»                        | Veland                    | Veland             | 7:49     |  |
| 3.  | «A Sequel of Decay»               | Veland                    | Moen, Veland       | 6:32     |  |
| 4.  | «Opus Relinque»                   | Moen                      | Anders Hidle, Moen | 6:06     |  |
| 5.  | «Lethean River»                   | Veland                    | Moen, Veland       | 5:55     |  |
| 6.  | «...Of Ruins and a Red Nightfall» | Veland                    | Veland             | 6:21     |  |
| 7.  | «Simbelmynë»                      | Instrumental              | Moen               | 0:59     |  |
| 8.  | «Angina»                          | Veland                    | Veland             | 4:38     |  |
| 9.  | «Heretique»                       | Moen                      | Hidle, Moen        | 4:49     |  |
| 10. | «Dementia»                        | Moen                      | Moen               | 2:21     |  |

## Créditos

### Tristania
- Vibeke Stene - Vocales femeninos y coros
- Morten Veland - Voz gutural, guitarra y coros
- Anders H. Hidle - Guitarra y coros
- Rune Østerhus - Bajo
- Einar Moen - Sintetizadores y programación
- Kenneth Olsson - Batería y coros

### Miembros de sesión
- Østen Bergøy - Voz limpia masculina
- Pete Johansen - Violín
- Jan Kenneth Barkved - Voces limpias en "Heretique" y coros
- Hilde T. Bommen, Maiken Stene, Sissel B. Stene, Jeanett Johannessen, Rino A. Kolstø - Coros